# Tuomo Polvinen

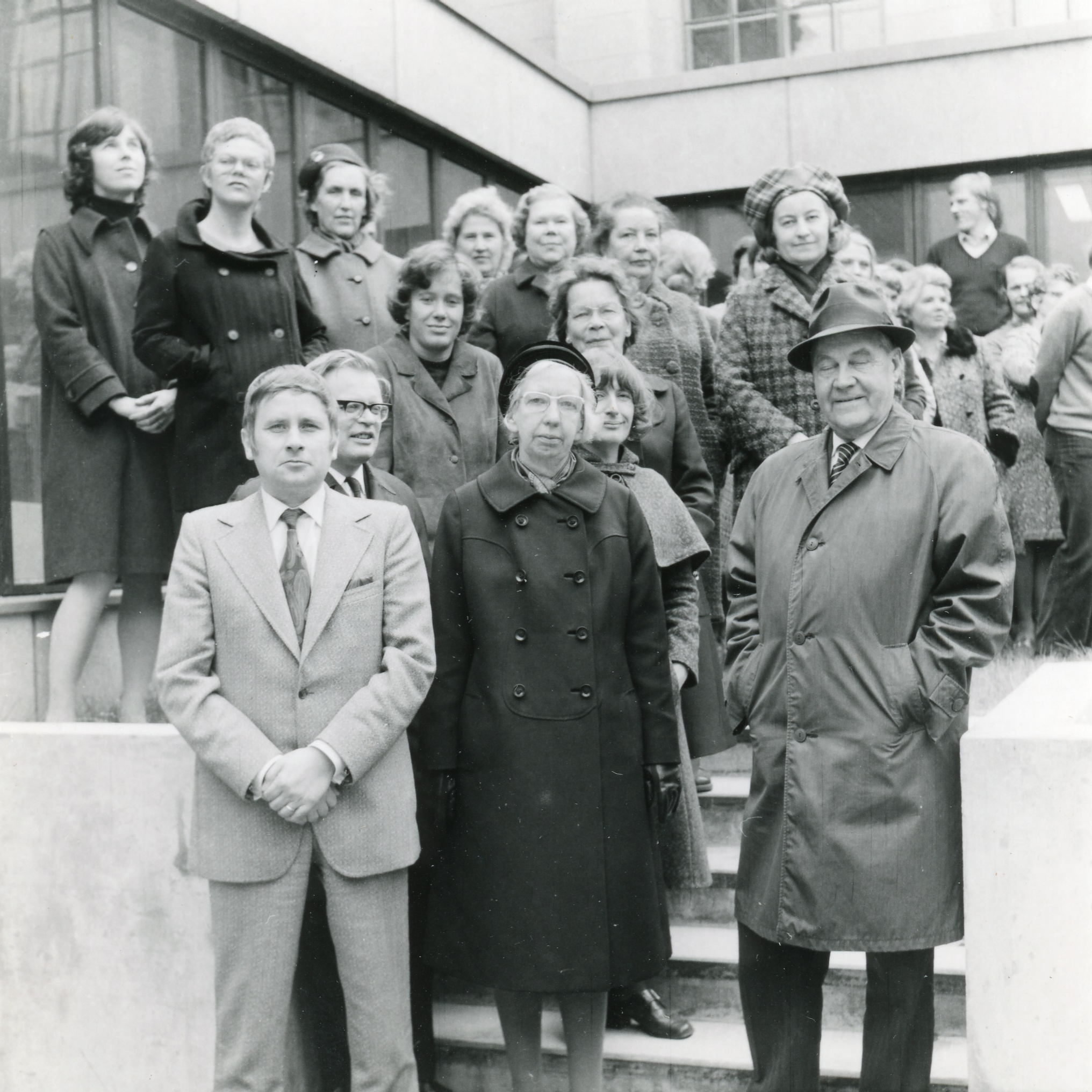
Riksarkivarie Tuomo Polvinen (t.v.) med personal från Riksarkivet år 1972.

Tuomo Ilmari Polvinen, född den 2 december 1931 i Helsingfors, död 22 januari 2022, finländsk historiker, fil.dr 1964.
Polvinen var 1957–1961 anställd vid finska Riksarkivet och tjänstgjorde 1970–1974 som riksarkivarie; var 1968–1970 professor i allmän historia vid Tammerfors universitet och 1974–1992 professor i ämnet vid Helsingfors universitet; forskarprofessor 1979–1989 och 1992–1995. År 1971 utnämndes han till ledamot av Finska Vetenskapsakademien.
Polvinen har främst ägnat sig åt utforskandet av relationerna mellan Finland och Ryssland/Sovjetunionen. Bland Polvinens arbeten märks en stor biografi i fem band över president Juho Kusti Paasikivi.

## Utmärkelser
- Kommendörstecknet av Finlands Lejons orden,  1987[3]

[Redigera Wikidata]

### Uppslagsverk
- Polvinen, Tuomo i Uppslagsverket Finland (webbupplaga, 2012). CC-BY-SA 4.0